# Francesca Bortolozzi-Borella
Francesca Bortolozzi-Borella, född den 4 maj 1968 i Padova, Italien, är en italiensk fäktare som bland annat tog OS-guld i damernas lagtävling i florett i samband med de olympiska fäktningstävlingarna 1996 i Atlanta.
Hon är gift med Andrea Borella, som tog OS-guld i samband med de olympiska fäktningstävlingarna 1984 i Los Angeles.